# Мес де Віт
Мес де Віт (нід. Mees de Wit, нар. 17 квітня 1998, Амстердам) — нідерландський футболіст, захисник клубу АЗ.
Виступав, зокрема, за клуб «Спортінг», а також юнацьку збірну Нідерландів.

## Клубна кар'єра
Народився 17 квітня 1998 року в місті Амстердам.
У дорослому футболі дебютував 2017 року виступами за команду «Йонг Аякс», у якій провів один сезон, взявши участь у 5 матчах чемпіонату. 
Своєю грою за цю команду привернув увагу представників тренерського штабу клубу «Спортінг», до складу якого приєднався 2018 року. Відіграв за лісабонський клуб наступний сезон своєї ігрової кар'єри.
Згодом з 2019 по 2022 рік грав у складі команд «Оріуела», «Спортінг» Б та «Зволле».
До складу клубу АЗ приєднався 2022 року. 

## Виступи за збірні
У 2013 році дебютував у складі юнацької збірної Нідерландів (U-16), загалом на юнацькому рівні взяв участь у 6 іграх.

## Статистика виступів

### Статистика клубних виступів
| Сезон             | Команда           | Чемпіонат         | Чемпіонат | Чемпіонат | Національний кубок | Національний кубок | Національний кубок | Континентальні кубки | Континентальні кубки | Континентальні кубки | Інші змагання | Інші змагання | Інші змагання | Усього | Усього | Усього |
| Сезон             | Команда           | Ліга              | Ігор      | Голів     | Ліга               | Ігор               | Голів              | Ліга                 | Ігор                 | Голів                | Ліга          | Ігор          | Голів         | Ігор   | Голів  |        |
| ----------------- | ----------------- | ----------------- | --------- | --------- | ------------------ | ------------------ | ------------------ | -------------------- | -------------------- | -------------------- | ------------- | ------------- | ------------- | ------ | ------ | ------ |
| 2017–18           | «Йонг Аякс»       | EED               | 5         | 0         | -                  | -                  | -                  | -                    | -                    | -                    | -             | -             | -             | 5      | 0      |        |
| 2018–19           | «Спортінг»        | ПЛ                | 0         | 0         | ПЛУ+КЛ             | 0+0                | 0+0                | ЛЄ                   | 0                    | 0                    | -             | -             | -             | 0      | 0      |        |
| 2019–20           | «Оріуела»         | СДБ               | 1         | 0         | КІ                 | 0                  | 0                  | -                    | -                    | -                    | -             | -             | -             | 1      | 0      |        |
| 2020–21           | «Спортінг» Б      | ПЛУ               | 24        | 2         | -                  | -                  | -                  | -                    | -                    | -                    | -             | -             | -             | 24     | 2      |        |
| 2021–22           | «Зволле»          | ЕД                | 28        | 4         | КН                 | 3                  | 0                  | -                    | -                    | -                    | -             | -             | -             | 31     | 4      |        |
| Усього за кар'єру | Усього за кар'єру | Усього за кар'єру | 58        | 6         |                    | 3                  | 0                  |                      | -                    | -                    |               | -             | -             | 61     | 6      |        |